# Mafiosa
Mafiosa is een Franse  televisiemisdaadserie. De serie draait om een vrouw die op een gruwelijke wijze aan de top van de maffia komt. De serie wordt uitgezonden door Canal+ vanaf 12 december 2006. De serie telt nu in totaal vijf seizoenen. De aanbevolen leeftijdsgrens is vanaf 12 jaar.
Hugues Pagan heeft de serie in een realistische stijl gemaakt, die niet overal even goed uit de verf komt, onder andere door een gedurfde, maar schokkerige filmstijl. Dit levert soms erg mooie beelden op, maar onderbreekt soms ook de aandacht van het verhaal. Het eerste seizoen heeft daarmee internationale allure, maar mist voldoende richting om een groot publiek aan te spreken. Naar verluidt is de stijl van de serie radicaal veranderd vanaf het tweede seizoen, waardoor het een trouw kijkerspubliek aan zich wist te binden.
Per uitzenddatum in Frankrijk worden er twee afleveringen van Mafiosa achter elkaar uitgezonden. Er werd daarom eerst gesproken van maar vier afleveringen per seizoen maar dan zouden de afleveringen een tijdsduur hebben van gemiddeld 104 minuten per stuk, vandaar de splitsing van vier afleveringen naar wel acht afleveringen per seizoen.
De eerste serie van Mafiosa had haar première in Rusland op 14 mei 2007, dit jaar nog wordt het vierde seizoen daar uitgebracht. In Nederland verscheen in 2013 het derde seizoen van de serie. Het vierde seizoen wordt later in datzelfde jaar uitgebracht.
De hoofdrolspelers Hélène Fillières en Thierry Neuvic spelen in Mafiosa de zus en broer Sandra Paoli en Jean-Michel Paoli, maar in het echt waren ze al voor de première en start van de serie ze een stel.
In het vijfde seizoen van Mafiosa staat Sandra Paoli (Hélène Fillières) er alleen voor, haar broer in de serie Jean-Michel Paoli (Thierry Neuvic) zou geen deelname meer hebben aan de serie. Aan het begin van het vierde seizoen zie je hoe dit kon gebeuren en de beeldschone maffiabazin er alleen voor komt te staan, Sandra krijgt ook de Voogdij over haar nichtje Carmen Paoli (Phareelle Onoyan) en neefje Matteo Paoli, die er samen op dat moment alleen voor komen te staan als weeskinderen.

## Verhaal

### Seizoen I
Op het Franse eiland Corsica wordt François door onbekenden onder vuur genomen. Hij sterft in de armen van zijn favoriete nichtje, de jonge advocate Sandra (Hélène Fillières). Zij verliest daarmee de enige man die ooit echt belangrijk voor haar is geweest, hoe lief haar broer Jean-Michel (Thierry Neuvic) ook altijd voor haar is. Een paar dagen later blijkt dat François Sandra een bizarre erfenis heeft nagelaten. Zeg maar gerust: een misdadige erfenis...

### Seizoen IV
Het vierde seizoen maakte een knallende start, na het heftige einde van het derde seizoen staat niets of niemand Sandra meer in de weg, maar hoe staat het met die mysterieuze man die ze tegen kwam aan het einde van het derde seizoen, is hij wel wie hij zegt dat hij is? En kan Sandra het allemaal nog wel uithouden tussen die agressieve, gewelddadige mannen in de onderwereld, die stuk voor stuk keihard en meedogenloos zijn? Ook Sandra op haar beurt gaat er hard tegen in met haar eigen imperium.

### Seizoen V
Het vijfde seizoen ging verder waar het vierde seizoen was gebleven. Sandra is een stuk harder geworden na al het lijden dat ze heeft meegemaakt de laatste jaren. Deze beeldschone maffiabazin krijgt het zwaar te staan dit seizoen. Een oude bekende helpt daar graag een handje aan mee en geeft de zin in koelen bloede een heel nieuwe betekenis.

## Rolverdeling

### Hoofdrolspelers
| Acteur               | Personage                                 | Seizoen | Afleveringen |
| -------------------- | ----------------------------------------- | ------- | ------------ |
| Hélène Fillières     | Sandra Paoli                              | 1 - 4   | 32 Afl.      |
| Thierry Neuvic       | Jean-Michel Paoli                         | 1 - 4   | 25 Afl.      |
| Phareelle Onoyan     | Carmen Paoli                              | 1 - 4   | 20 Afl.      |
| Éric Fraticelli      | Antoine "Tony" Campana                    | 2 - 4   | 18 Afl.      |
| Frédéric Graziani    | Joseph Emmanuel Frédéric "Manu" Mordiconi | 2 - 4   | 17 Afl.      |
| Jean-Pierre Kalfon   | Toussaint Scaglia                         | 2 - 4   | 15 Afl.      |
| Véronique Volta      | Saudade Canarelli                         | 2 - 4   | 15 Afl.      |
| Pierre-Marie Mosconi | Mattei †                                  | 1 en 2  | 15 Afl.      |
| Fabrizio Rongione    | Rémi Andréani †                           | 1 en 2  | 14 Afl.      |
| Caroline Baehr       | Marie-Luce Paoli †                        | 1 en 2  | 12 Afl.      |
| Daniel Duval         | François Paoli †                          | 1       | 1 + 5* Afl.  |
| Patrick Dell'Isola   | Commissaris Martin Rocca**                | 1       | 8 Afl.       |
| Jonathan Cohen       | Patrick Benmussa †                        | 2       | 6 afl.       |
| JoeyStarr            | Moktar                                    | 2 en 3  | 9 Afl.       |
| Pierre Leccia        | Pierre-Mathieu Grimaldi †                 | 3       | 7 Afl.       |
| Reda Kateb           | Nader                                     | 3       | 6 Afl.       |
| Stefano Accorsi      | Enzo Manfredi                             | 4       | 8 Afl.       |

- *Het personage François Paoli gespeeld door Daniel Duval overlijdt al in de allereerste aflevering van het eerste seizoen. Maar door het tonen van flashbacks en niet eerder getoonde fragmenten is hij nog in enkele afleveringen erna te zien.
- **Het personage Commissaris Martin Rocca werd in het eerste seizoen (2006) vertolkt door Patrick Dell'Isola, acht afleveringen lang.

### Bijrolspelers
| Acteur                 | Personage                 | Seizoen | Afleveringen |
| ---------------------- | ------------------------- | ------- | ------------ |
| Verschillende kinderen | Matteo Paoli              | 1 - 4   | 14 Afl.      |
| Alexandre de Seze      | Julien Lorenzini          | 1 - 3   | 10 Afl.      |
| Rémi Martin            | Martial Santoni           | 1       | 7 Afl.       |
| Claude Faraldo         | Ange-Marie Paoli          | 1       | 7 Afl.       |
| Marisa Berenson        | Caterina Paoli            | 1       | 6 Afl.       |
| Venantino Venantini    | Charly Scaglia La Machine | 1       | 2 Afl.       |
| Antoine Basler         | Commissaris Martin Rocca* | 2       | 2 Afl.       |
| Jean-François Perrone  | Jean Santini              | 2 - 4   | 12 Afl.      |
| Michel Ferracci        | Ortoli / André luciani    | 2 - 4   | 11 Afl.      |
| Abraham Belaga         | Mikaël Giacomini          | 3 en 4  | 9 Afl.       |
| Emmanuelle Hauck       | Christelle Paoli          | 3 en 4  | 8 Afl.       |
| Jean-Philippe Ricci    | Alain Damiani             | 3 en 4  | 7 Afl.       |
| Erick Desmarestz       | President Larcher †       | 1 en 2  | 7 Afl.       |
| Guy Cinimo             | Yacinthe Léandri Paoli    | 1 en 2  | 5 Afl.       |
| Jean-Marc Michelangeli | Paul Bonafedi             | 1 en 3  | 5 Afl.       |
| Héléna Noguerra        | Laetitia                  | 3       | 2 Afl.       |
| Sebastien Vandenberghe | Fred                      | 4       | 4 Afl.       |
| Linda Hardy            | Livia                     | 4       | 2 Afl.       |

- *Het personage Commissaris Martin Rocca werd in het tweede seizoen (2008) vervangen door Antoine Basler, twee afleveringen in totaal. Eerder vertolkt door acteur Patrick Dell'Isola.

## Seizoenen
| Seizoen | Afleveringen | Datum            | Datum            | Opmerkingen        |
| Seizoen | Afleveringen | Première         | Finale           | Opmerkingen        |
| ------- | ------------ | ---------------- | ---------------- | ------------------ |
| 1       | 8            | 12 december 2006 | 2 januari 2007   | Uitgebracht op dvd |
| 2       | 8            | 17 november 2008 | 8 december 2008  | Uitgebracht op dvd |
| 3       | 8            | 22 november 2010 | 13 december 2010 | Uitgebracht op dvd |
| 4       | 8            | 19 maart 2012    | 9 april 2012     | Uitgebracht op dvd |

- Het nummer Somewhere Over the Rainbow wordt het gehele tweede seizoen gebruikt als intromuziek als de aflevering daadwerkelijk begint, na het stukje wat er voorafging en het begin van de aflevering. Met een stukje film van vroeger toen Sandra Paoli en Jean-Michel Paoli nog klein waren, spelend met klappertjespistolen tussen de familie Paoli, verkleed in cowboy-outfits.

### Afleveringen
Er zijn acht afleveringen per seizoen, na vier seizoenen, is er nu een totaal van tweeëndertig afleveringen. In Frankrijk wordt er nu gewerkt aan een vijfde seizoen, met nog eens acht nieuwe afleveringen, die zou in de zomer van het jaar 2013 op de Franse televisiezender Canal+ haar première verwachten.

### Opnamelocaties
De serie werd op deze speciale locaties opgenomen in heel Frankrijk, gedurende het eerste seizoen, tot het vierde seizoen.
- Aix-en-Provence
- Auriol
- Cassis
- La Ciotat
- Marseille
- Parijs
- Corsica vooral in Bastia
- Six-Fours-les-Plages
- Toulon

## Merchandise

### Dvd-uitgave
Uitgave in Nederland 
- Mafiosa: seizoen 1 - (21 februari 2012) - EAN code: 8717344745628
- Mafiosa: seizoen 2 - (20 november 2012) - EAN code: 8717344749817
- Mafiosa: seizoen 3 - (19 maart 2013) - EAN code: 8717344751049
- Mafiosa: seizoen 4 - (22 oktober 2013) - EAN code: 8717344752466

Uitgave in Frankrijk 
- Mafiosa le clan: saison 1 - (1 oktober 2007) - franse EAN code: B000IMV4RI
- Mafiosa le clan: saison 2 - (20 januari 2008) - franse EAN code: B001I0N96I
- Mafiosa le clan: saison 3 - (14 december 2010) - franse EAN code: B0042ZUNPG
- Mafiosa le clan: saison 4 - (12 april 2012) - franse EAN code: B006YZ9V96

### Originele soundtracks cd's
In Frankrijk verschijnt er van ieder seizoen een cd met daarop alle originele soundtracks die gebruikt worden voor, na en tijdens de serie. In Nederland verscheen er op 22 juli 2011 de cd met daarop de 23 originele soundtracks uit het eerste seizoen van de populaire Maffia serie, de cd draagt eveneens de titel Mafiosa La Clan. Cyrill Maria is de componiste van de bewerkingen, de cd werd uitgegeven door platenlabel Milan. Eerder waren al de Franse versies te koop in Nederland. Zo verscheen ook van seizoen twee de cd op 18 januari 2010, en de cd van het derde seizoen verscheen op 22 december 2010. De cd van het vierde seizoen verscheen op 19 maart 2012.
Deze volgende soundtracks stonden op de eerste originele cd:
| Originele soundtracks, Mafiosa | Gecomponeerd door: Cyrill Maria |
| ------------------------------ | ------------------------------- |
| 1. - Le Clan                   | 13. - Crépuscule                |
| 2. - Per Lu Mio Sangue         | 14. - Aviatik                   |
| 3. - Verdict                   | 15. - Poussière                 |
| 4. - Seule                     | 16. - Repérages                 |
| 5. - Braquage                  | 17. - Le Clan (remix)           |
| 6. - Les Bijoux                | 18. - Intention                 |
| 7. - Ccs                       | 19. - Driss                     |
| 8. - Ma Part D'ombre           | 20. - Contact Perdu             |
| 9. - Maria                     | 21. - Parle Bien !              |
| 10. - L'exécution              | 22. - Prima A Famiglia          |
| 11. - Victoria                 | 23. - Mafiosa (générique Fin)   |
| 12. - La Succession Paoli      |                                 |

## Prijzen
- In 2012 kreeg de serie de Polar Prijs, uitgereikt op het jaarlijkse Polar festival in Cognac (Charente).

## Gerelateerd

### Mafiosa
Op 10 januari 2006 ging er een soortgelijke misdaadserie met eveneens dezelfde titel van start in de Verenigde Staten met daarin Robert Costanzo in de rol van Vinnie Brasi. Het werd echter niet zo'n succes waardoor er daar maar een seizoen gemaakt werd.
Begin 2010 kwam er nog een gelijknamige film uit die een beeld wilde neerzetten van vrouwen in de maffia. Men had daarvoor Haylie Duff, Bianca Lawson en Iyari Limon in gedachten, maar die bedankten stuk voor stuk. Daarom werd gekozen voor een heel onbekende nieuwe spelersgroep
Op 1 juni 2010 werd in de Verenigde Staten een maffia-actiefilm gelanceerd, getiteld Vida Mafiosa. Het verhaal speelt zich af in de achterbuurten van Mexico en is geheel Spaanstalig gesproken. Het waren vooral nieuwe acteurs die hun acteerdebuut maakten op het witte doek. De film is geregisseerd en geschreven door filmregisseur Antonio Herrera.